# Иганово
Иганово (болг. Иганово) — село в Болгарии. Находится в Пловдивской области, входит в общину Карлово. Население составляет 520 человек.

## История
14 апреля 2015 года взорвался склад ВМЗ "Сопот" на окраине села Иганово, мощность взрыва составила около 1 тонны тротила.

## Политическая ситуация
В местном кметстве Иганово, в состав которого входит Иганово, должность кмета (старосты) исполняет Стефан Ангелов Данчев (независимый) по результатам выборов.
Кмет (мэр) общины Карлово — Найден Христов Найденов (коалиция партий:Болгарская социалистическая партия (БСП), Земледельческий союз Александра Стамболийского (ЗСАС), Болгарская социал-демократия, Движение за социальный гуманизм (ДСХ), политический клуб «Экогласность», политический клуб «Фракия») по результатам выборов.